# Музей А. А. Пластова
Музей А. А. Пластова — музей, посвящённый Пластову Аркадию Александровичу, советскому художнику-живописцу. Народному художнику СССР (1962). Академику АХ СССР, расположенный в городе Ульяновск, на улице Гончарова, дом 16. С 2003 года, бывшее здание Симбирского 1-го Высшего начального училища — объект культурного наследия местного (муниципального) значения. Является филиалом Ульяновского областного художественного музея.

## Описание музея

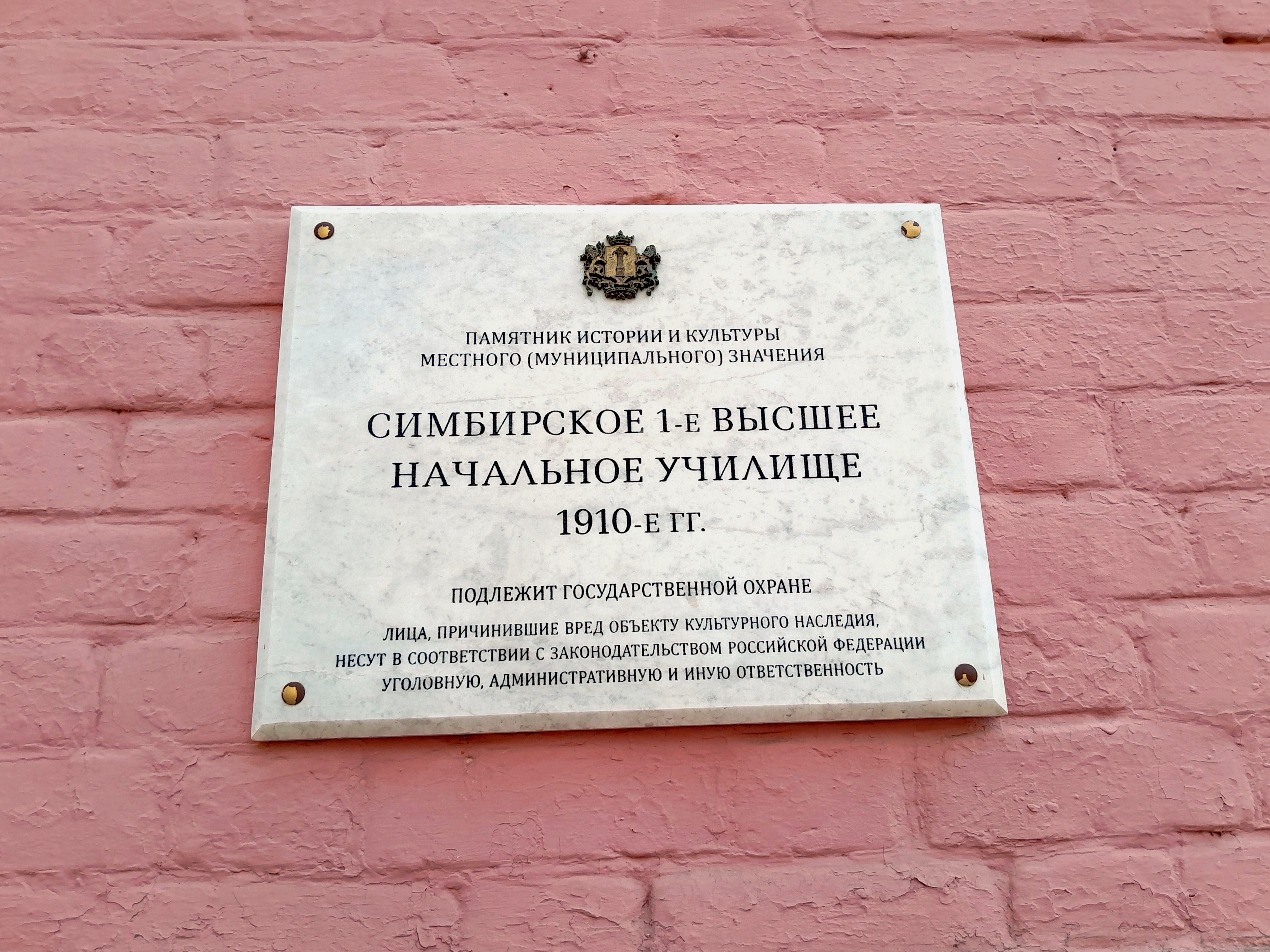
Мемориальная доска на Музее Пластова.

В музее представлены подлинные картины классика советского изобразительного искусства, народного художника СССР, уроженца села Прислонихи Ульяновской области (ранее Симбирской губернии) Аркадия Александровича Пластова (1893—1972) из собрания Ульяновского областного художественного музея. Музей активно сотрудничает с семьей Пластовых в организации выставочных проектов. В залах музея в памятные даты выставляются произведения учеников, друзей и родных Аркадия Александровича: заслуженного художника РСФСР Киселёва Виктора Васильевича (1907—1985), Архангельского Дмитрия Ивановича (1885—1980), заслуженного художника РСФСР Пластова Николая Аркадьевича (1930—2000).

## Предыстория
На месте, где ныне расположен дом № 16 на улице Гончарова, находилась деревянная церковь Святой Троицы с приделом в честь преподобного Сергия Радонежского чудотворца. При церкви было кладбище, простиравшееся до современного Краснознамённого переулка. В конце XVIII века Троицкая церковь была перенесена и построена на новом месте, дав наименование Троицкому переулку (ныне Краснознамённый). На старом месте появился частный жилой дом, выкупленный в 1835 году для Симбирского уездного училища (с 1881 года это городское трёхклассное училище, с 1910 — четырёхклассное). В разное время его закончили: В. В. Рябиков и Н. А. Узюков. В 1912 году здание было разобрано, а в 1913—1914 годах было построено новое каменное двухэтажное здание для Симбирского первого высшего начального училища — по проекту архитектора департамента народного просвещения А. П. Максимова с изменениями, внесёнными архитектором Казанского учебного округа С. В. Бечко-Друзиным.
В первом высшем начальном училище преподавал известный симбирский художник, краевед и педагог Дмитрий Иванович Архангельский (1885—1980) — первый учитель рисования А. А. Пластова. Д. И. Архангельский периодически устраивал общедоступные выставки в высшем начальном училище, где 24 сентября 1915 года состоялось открытие первой выставки работ студента Московского училища живописи, ваяния и зодчества Аркадия Пластова. Второй раз в здании Симбирского первого высшего начального училища работы А. А. Пластова выставлялись в октябре 1916 года. Д. И. Архангельский, вернувшись с мировой войны, устроил в 1918 году в здании бывшего первого высшего начального училища художественную студию и организовал «Симбирское объединение художников и учителей рисования».
В советские годы в здании бывшего училища располагались учебные заведения: советская единая трудовая школа, начальная школа № 9 (продлённого дня), затем здесь была школа № 2, а с 1975 года –— дирекция Ульяновского авиационного промышленного комплекса (ныне завод «Авиастар-СП»).

### Охранный статус
Постановлением Ульяновской городской думы от 29.10.2003 г. № 332 «О согласовании Перечня объектов культурного наследия (памятников истории и культуры) муниципального значения», бывшее здание Симбирского 1-го Высшего начального училища, является объектом культурного наследия (памятников истории и культуры) муниципального значения.
 Объект культурного наследия народов РФ местного значения. Рег. № 731510291040004 (ЕГРОКН). Объект № 7330638000 (БД Викигида)

## История создания музея
В 1983 году в связи с подготовкой празднования 90-летия А. А. Пластова бюро Ульяновского обкома КПСС и исполком областного Совета народных депутатов 26 января 1982 года постановили открыть в Ульяновске выставочный зал изобразительного искусства с экспозицией картин А. А. Пластова, документами и материалами о его жизни и деятельности. Для организации выставочного зала А. А. Пластова передавался дом № 16 на улице Гончарова. 5 июля 1986 года была торжественно открыта Пластовская картинная галерея — первый постоянный выставочный центр художественного наследия А. А. Пластова в Ульяновской области, филиал Ульяновского областного художественного музея. На открытии присутствовали: заслуженный художник РСФСР Николай Аркадьевич Пластов, первый секретарь Ульяновского обкома КПСС Г. В. Колбин, члены бюро обкома и горкома партии, облисполкома и горисполкома, председатель правления областной организации Союза художников Ю. Н. Панцырев.
Но в сложный для развития культуры период 1990-х гг. галерею закрыли. С 2008 года в связи с распоряжением Правительства Ульяновской области стал создаваться Музей А. А. Пластова как филиал Ульяновского художественного музея на месте, где ранее существовала Пластовская галерея. В 2010 году состоялось открытие Музея А. А. Пластова.

## Галерея

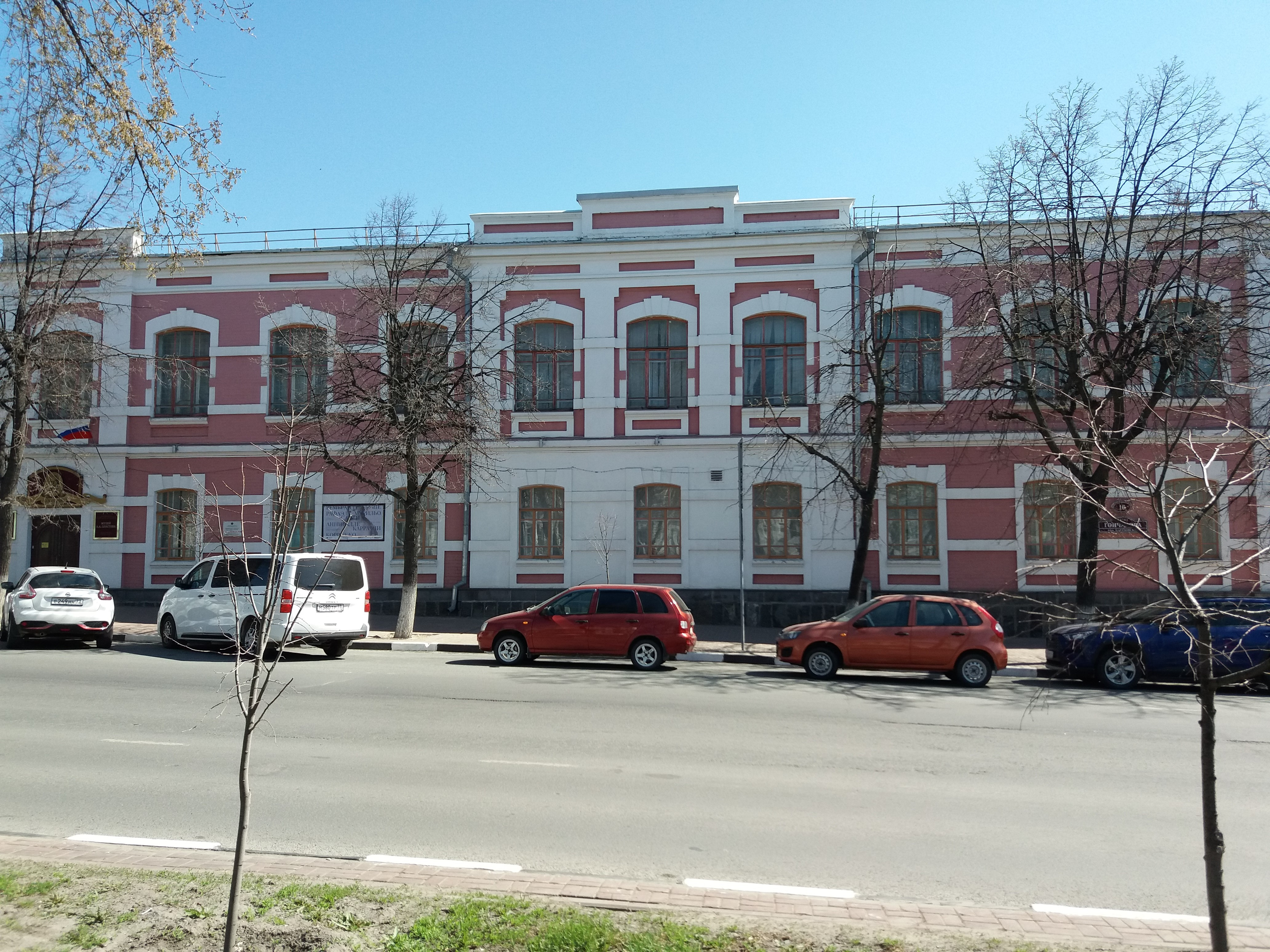
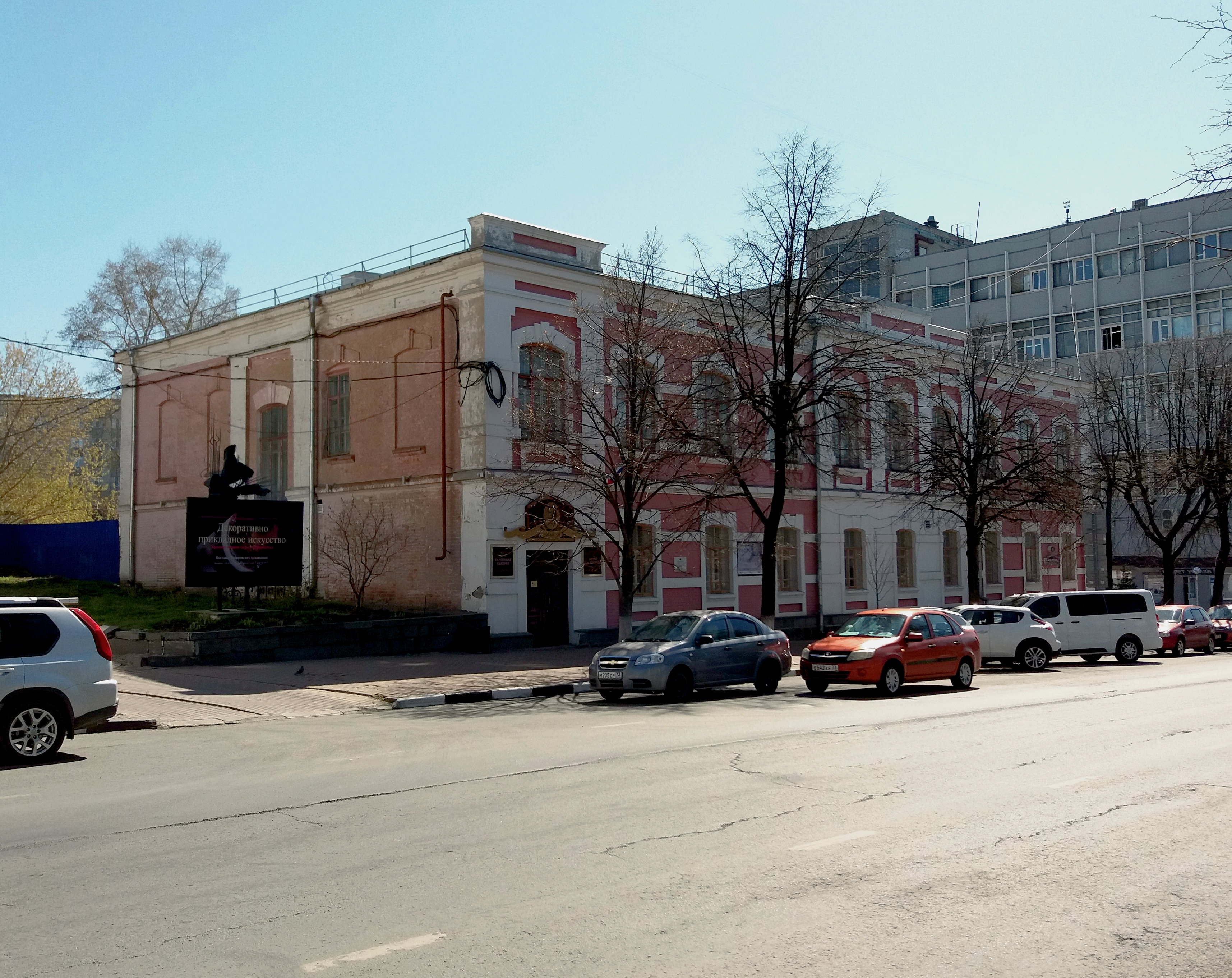
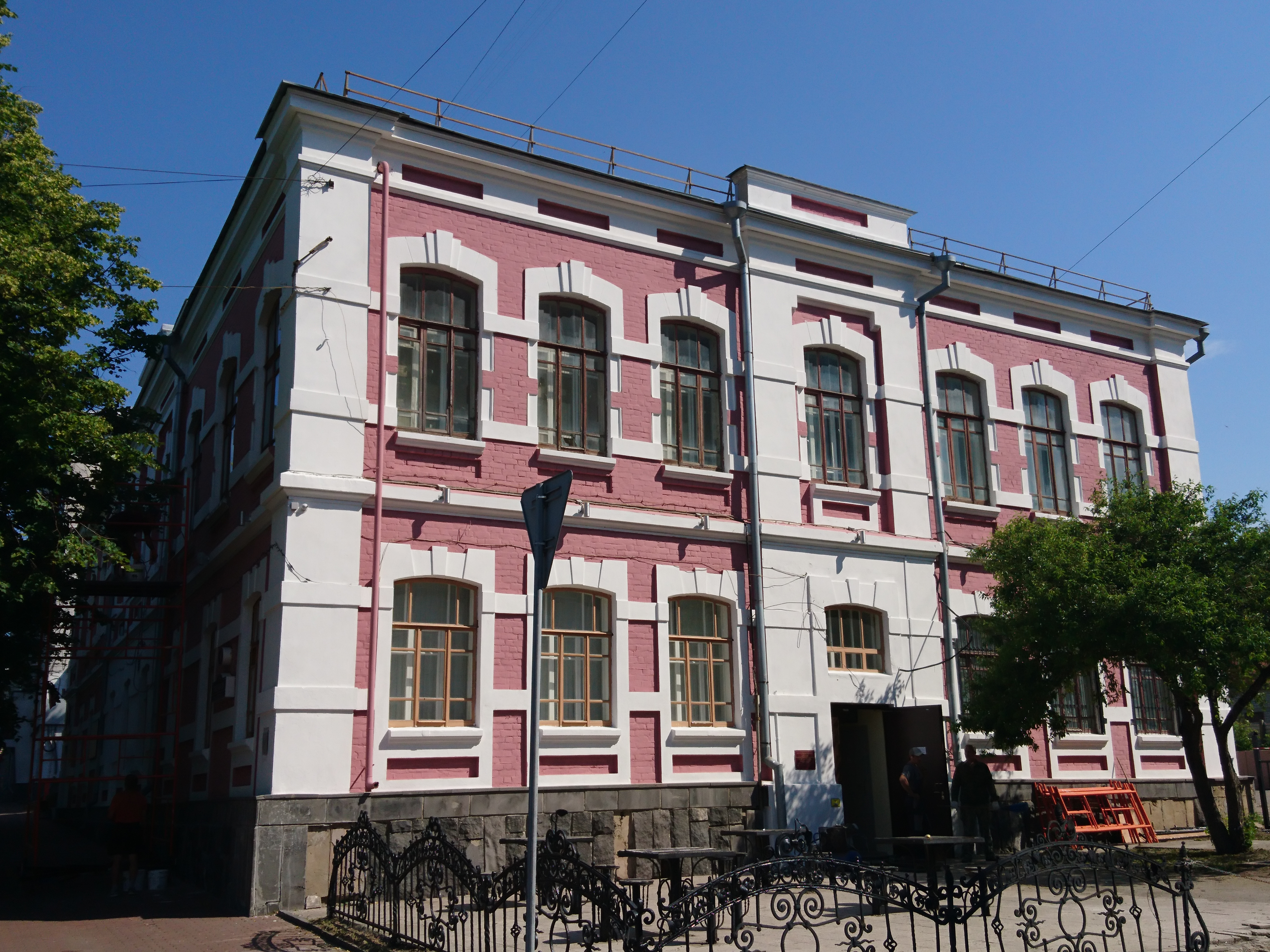

## Экспозиция музея

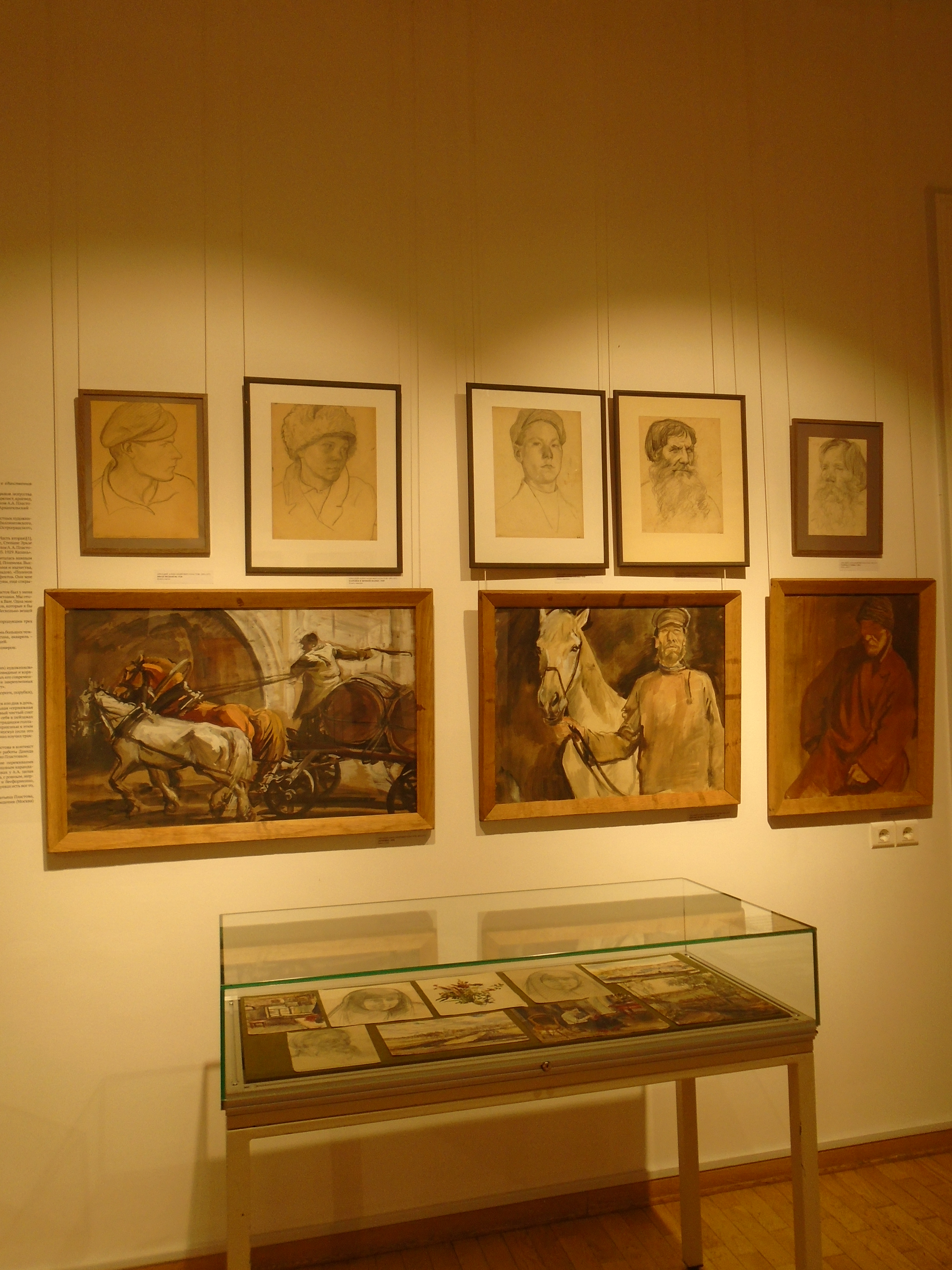
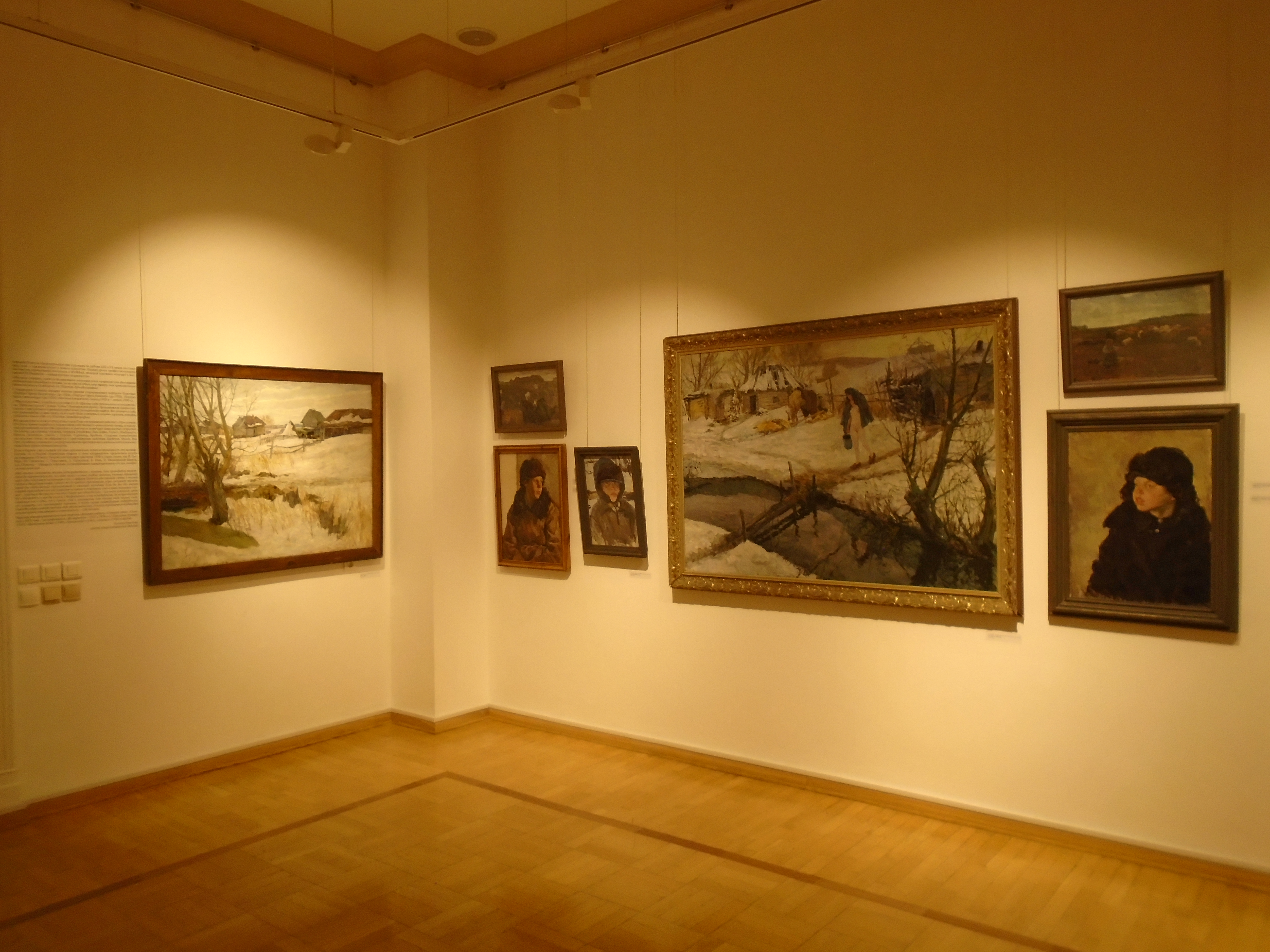
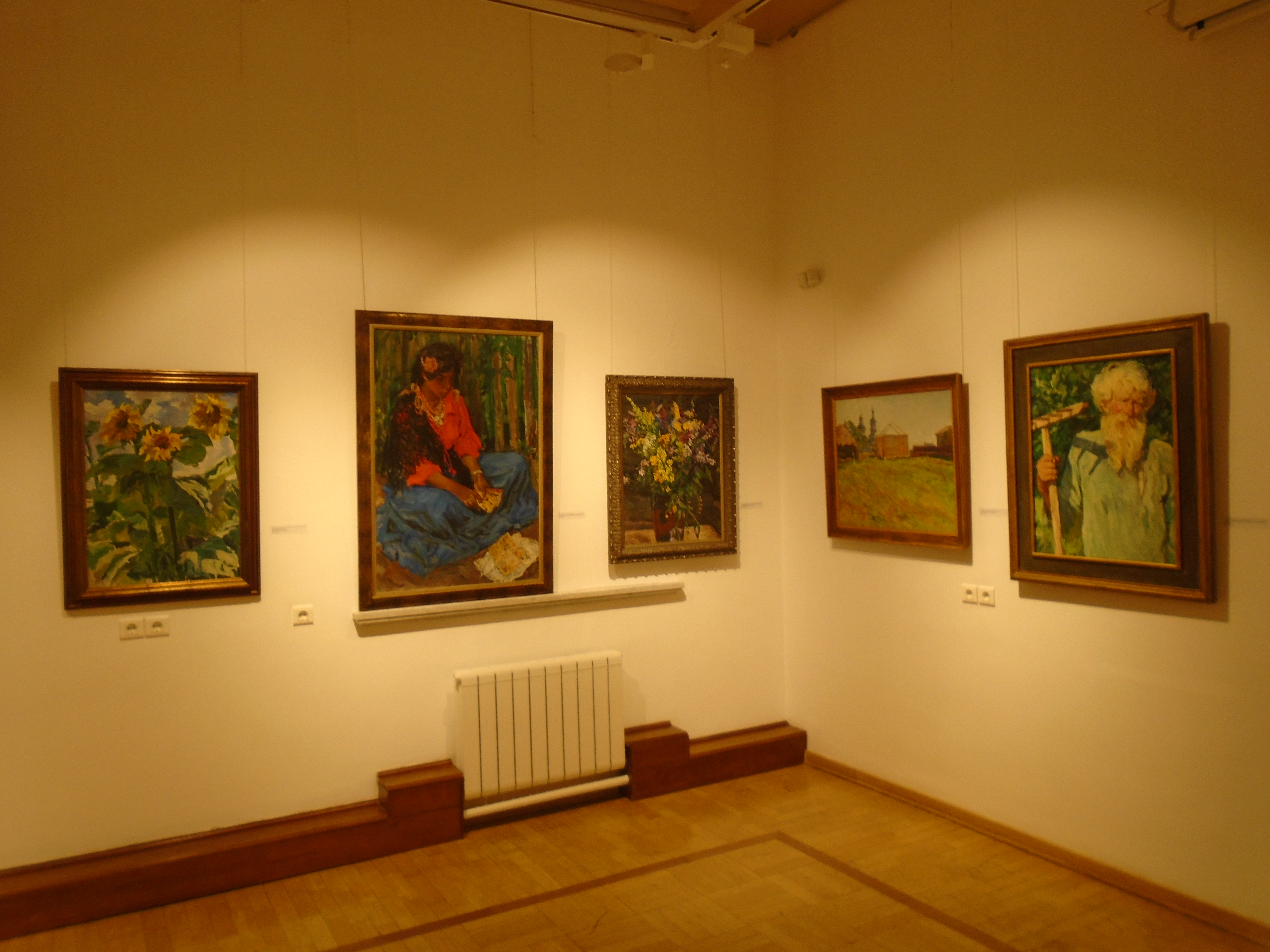
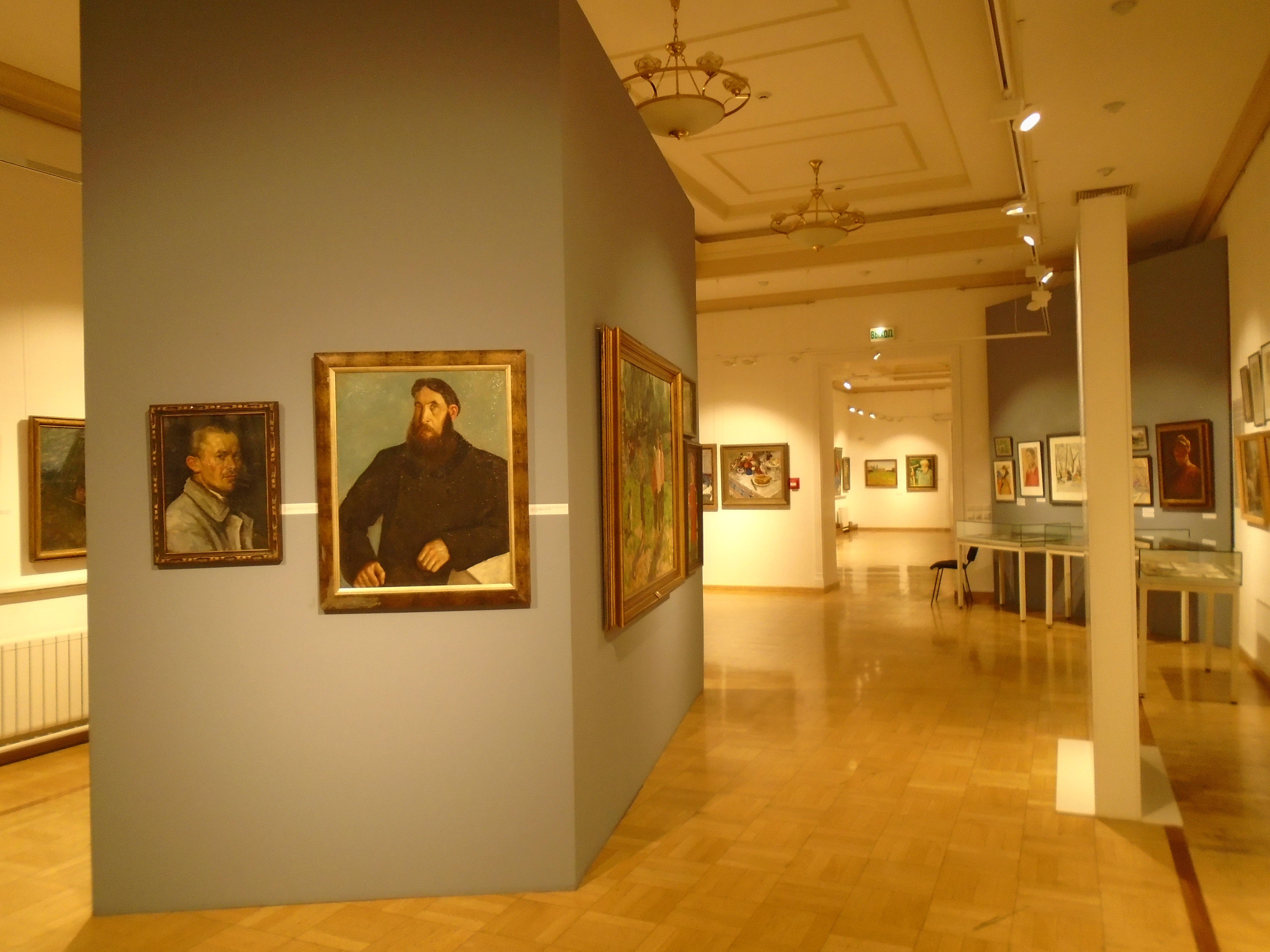
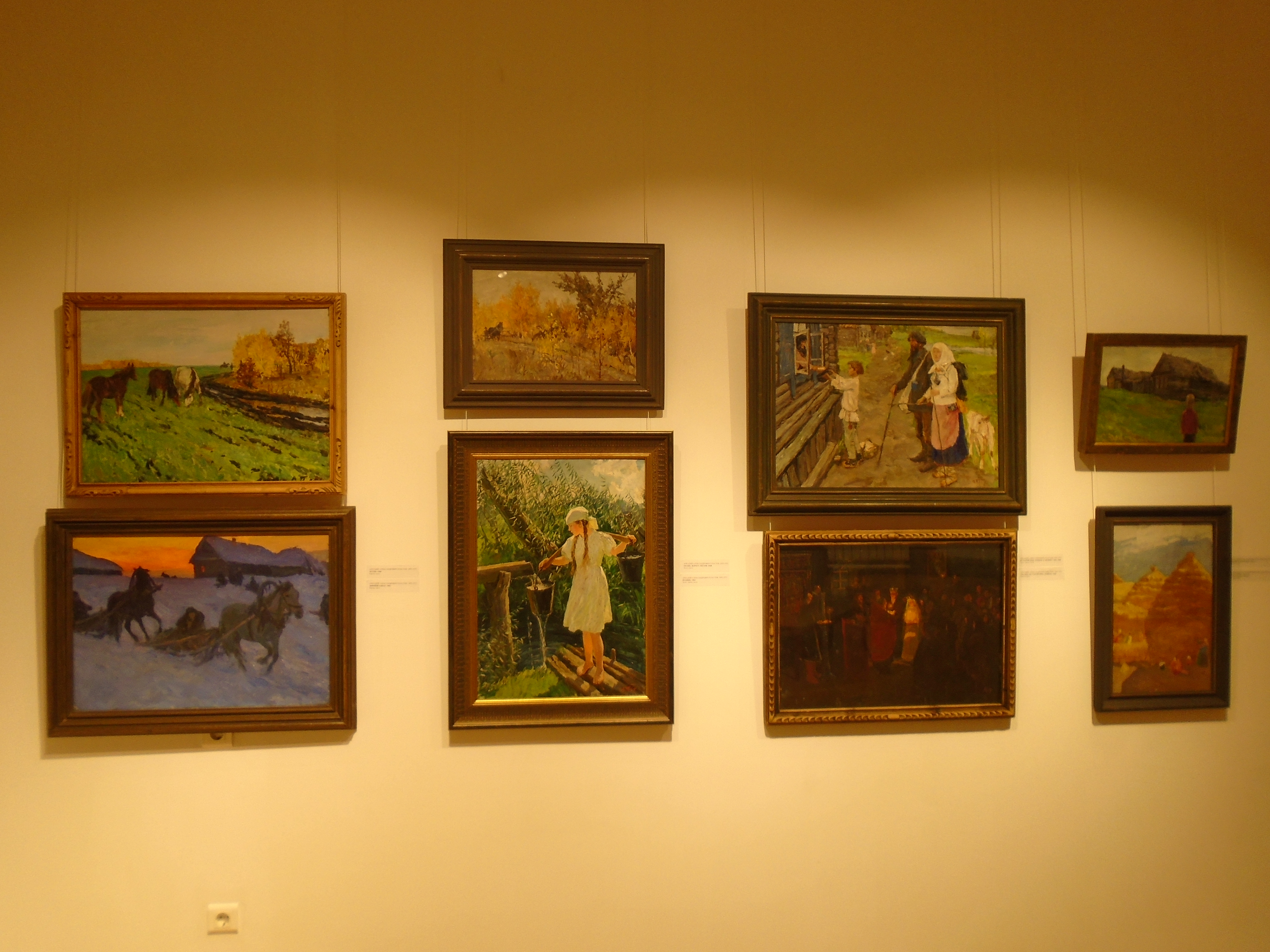
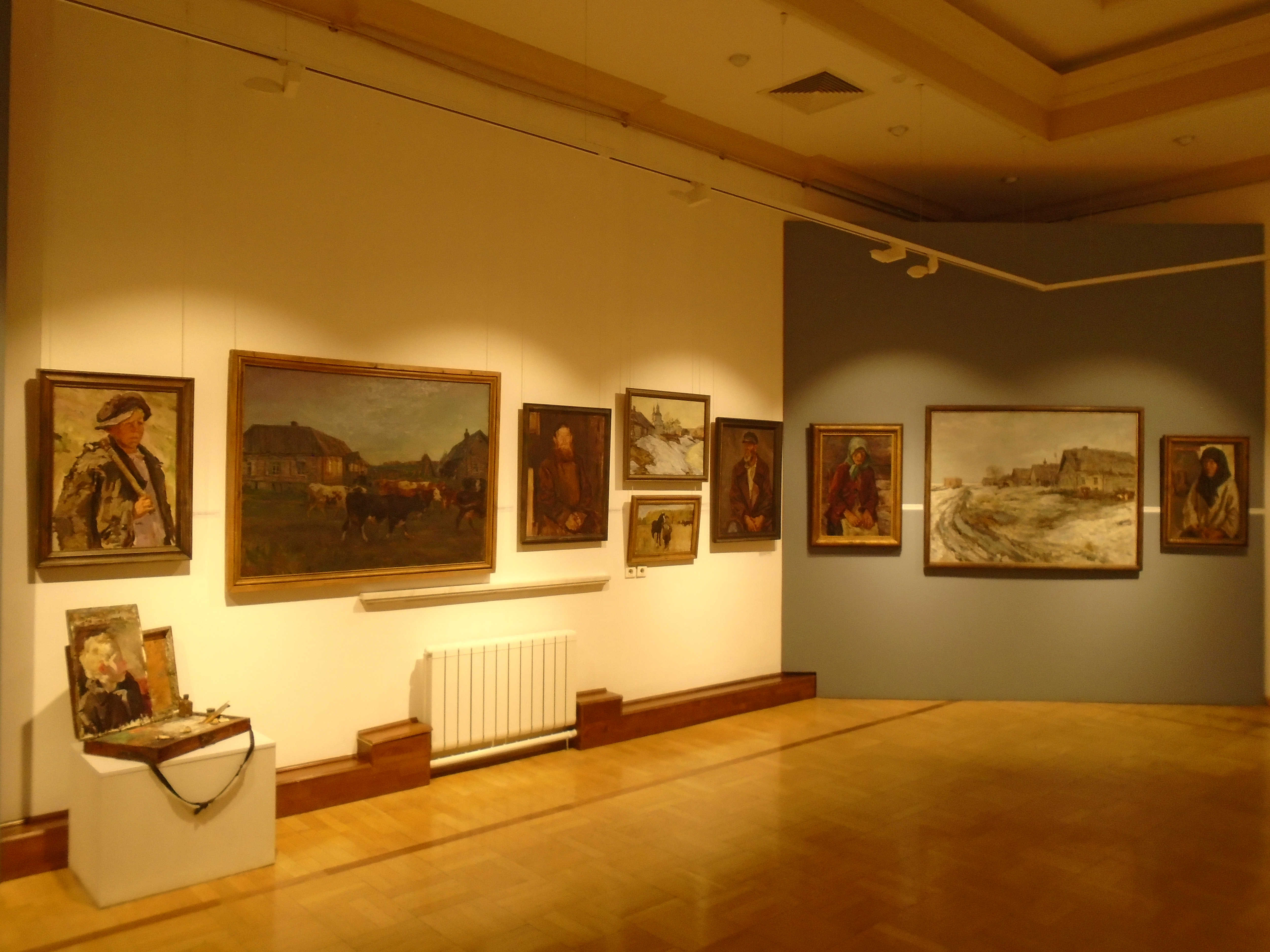
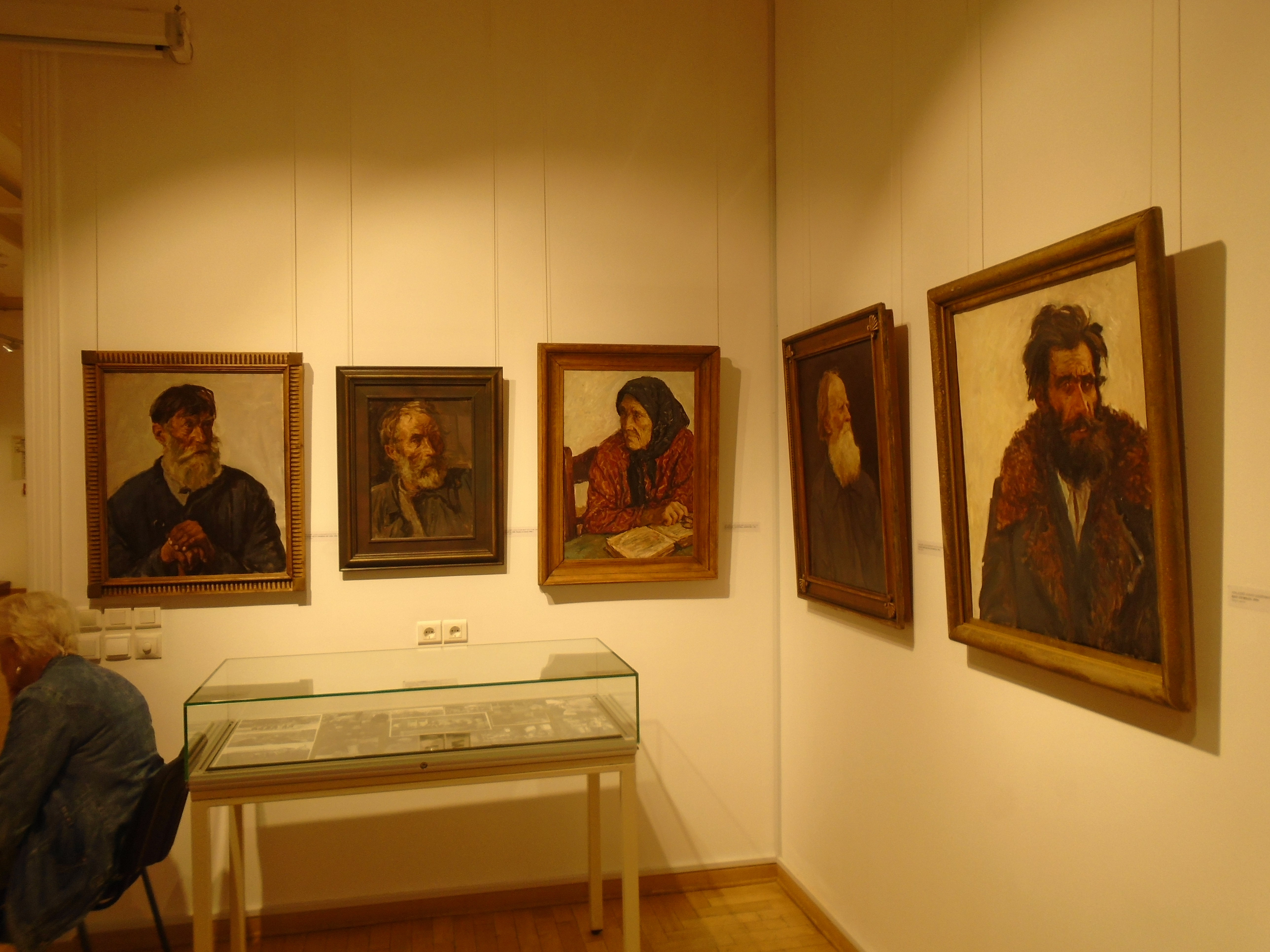
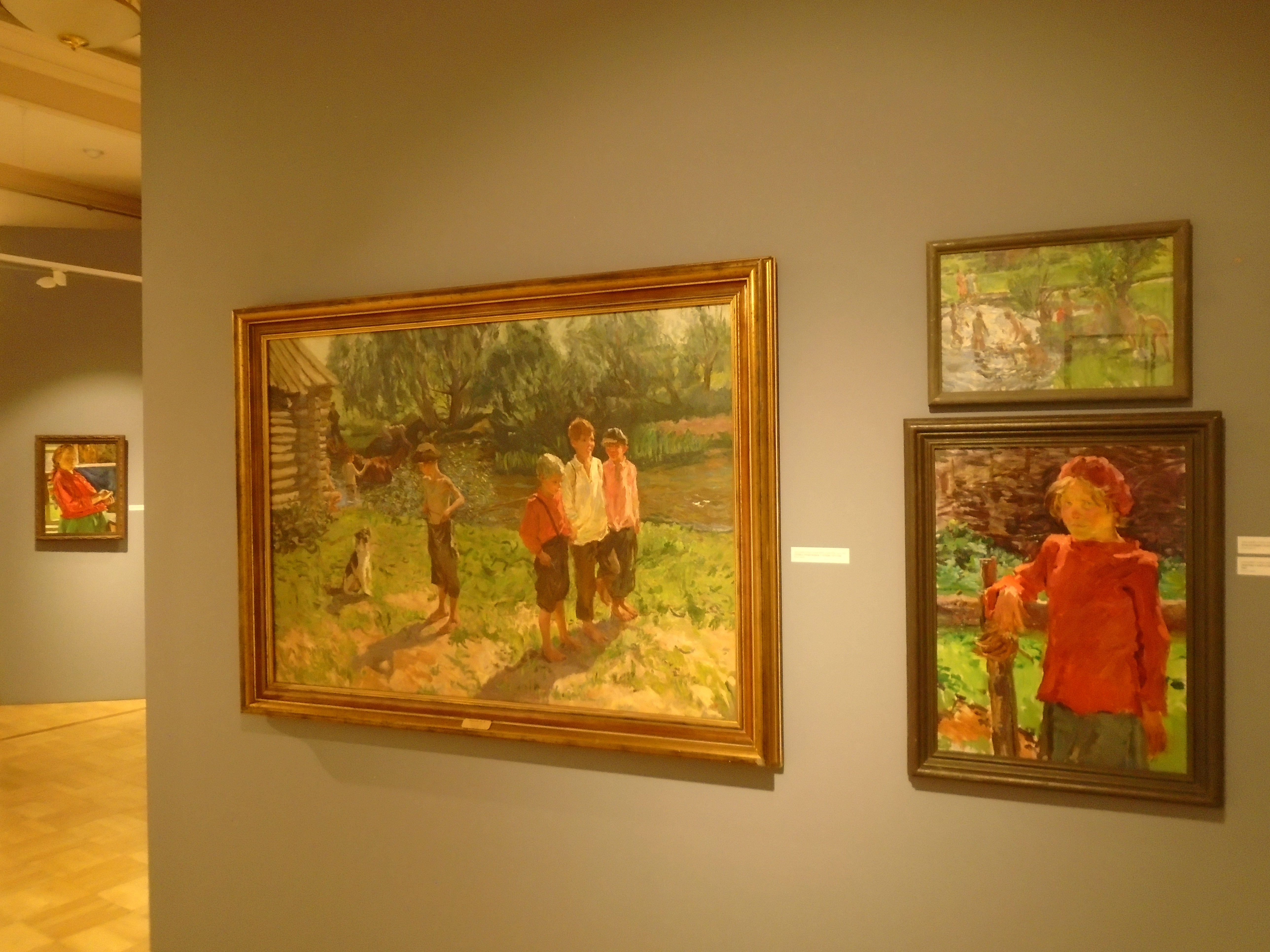
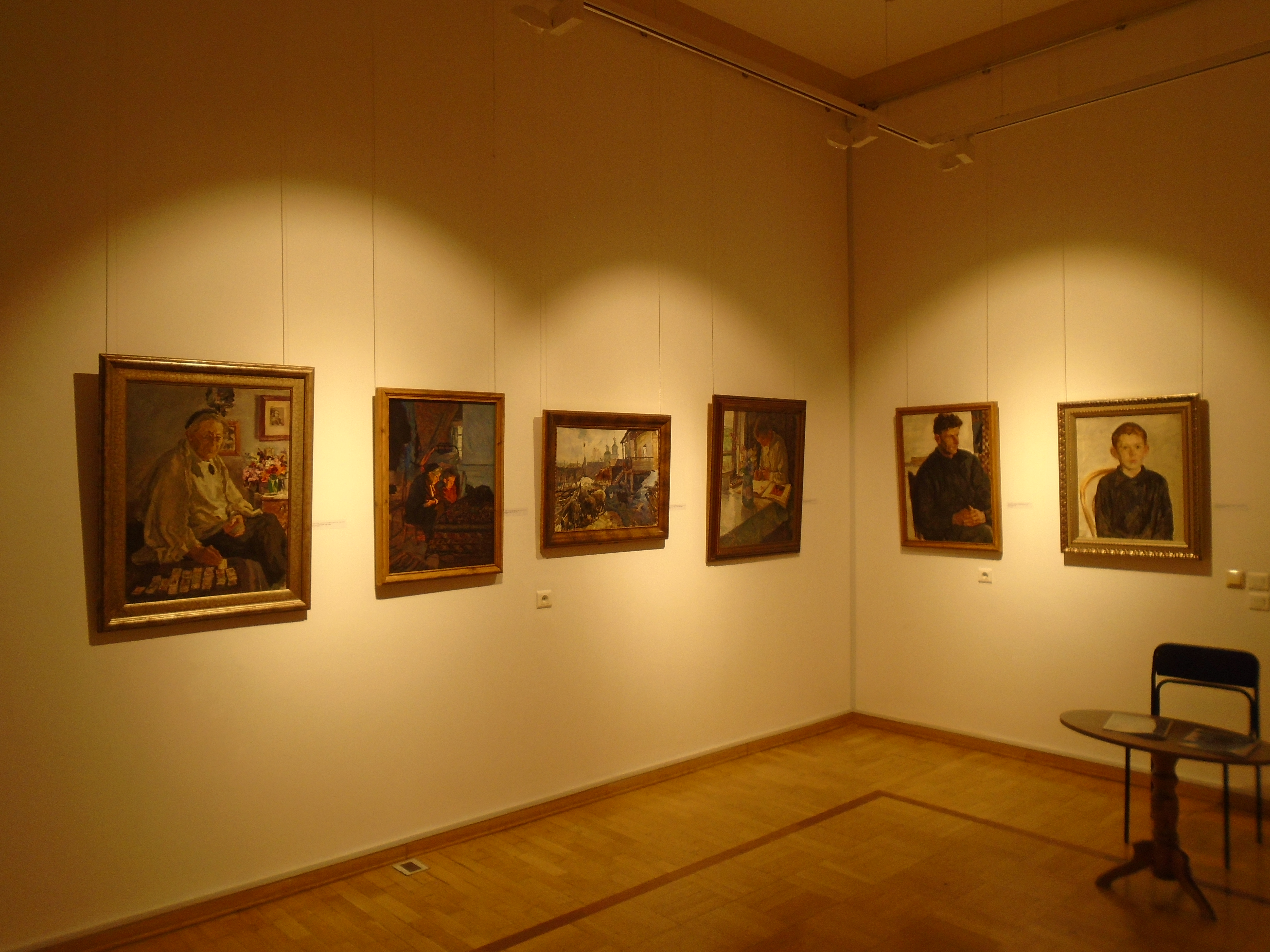
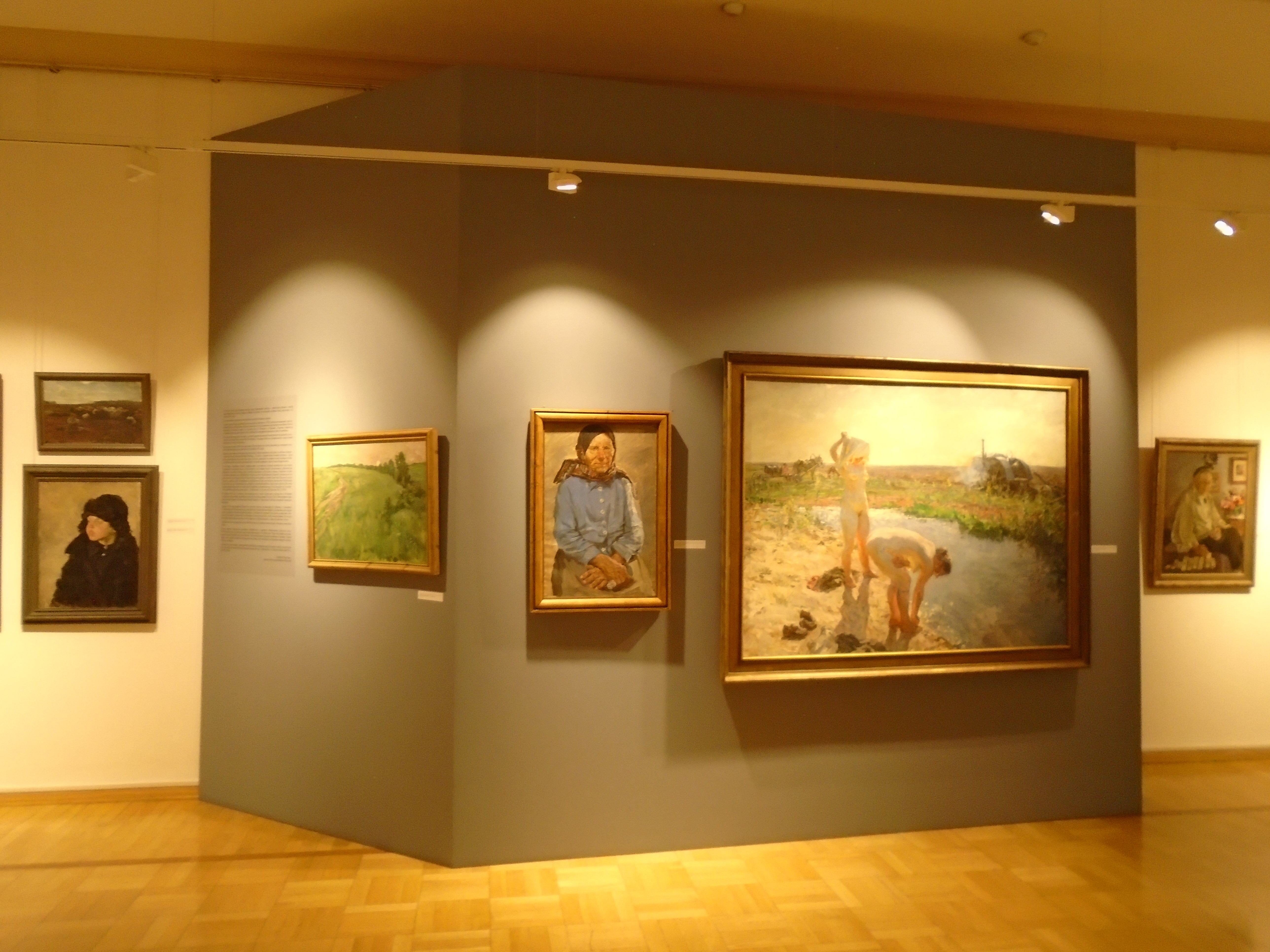
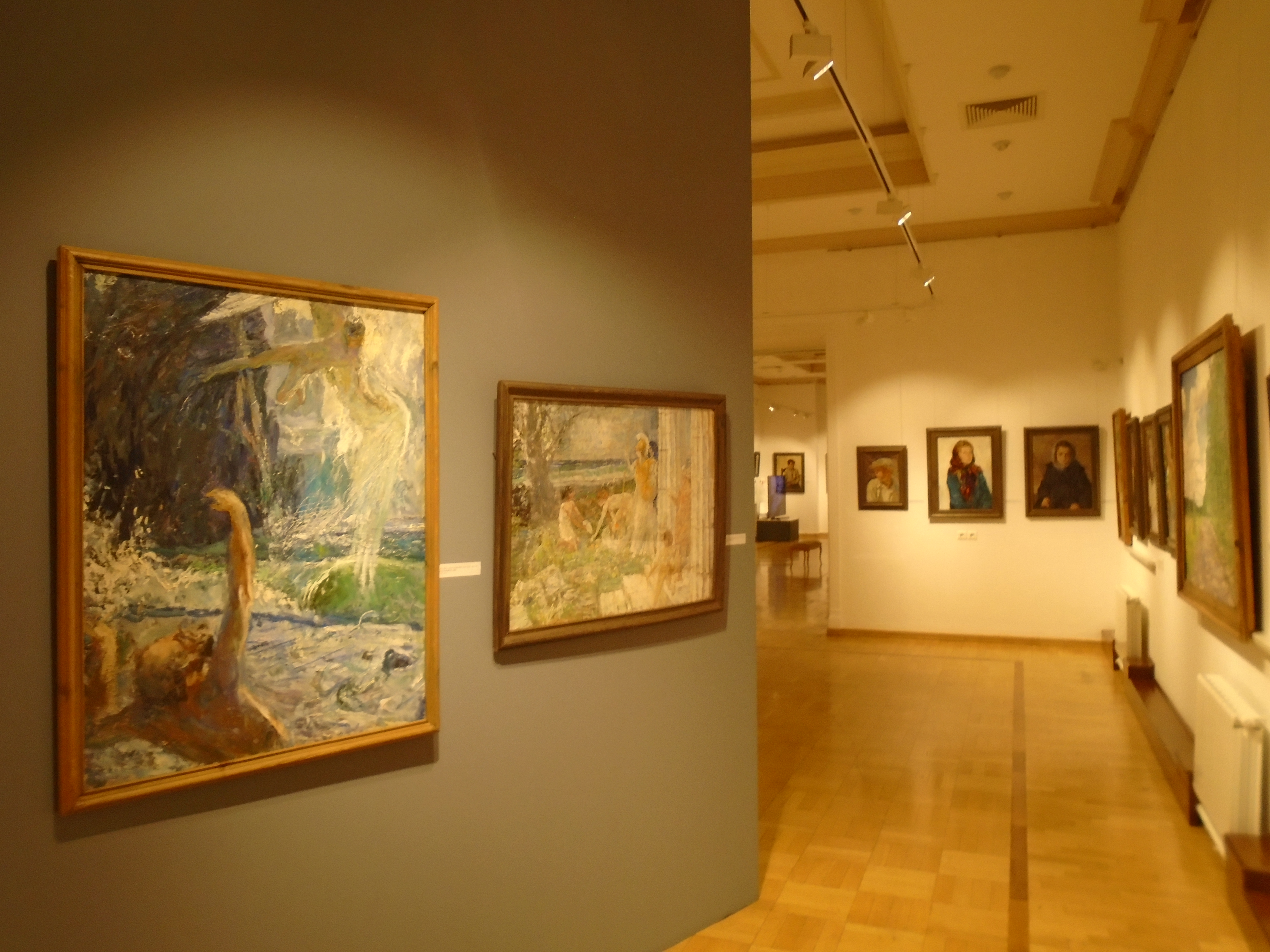
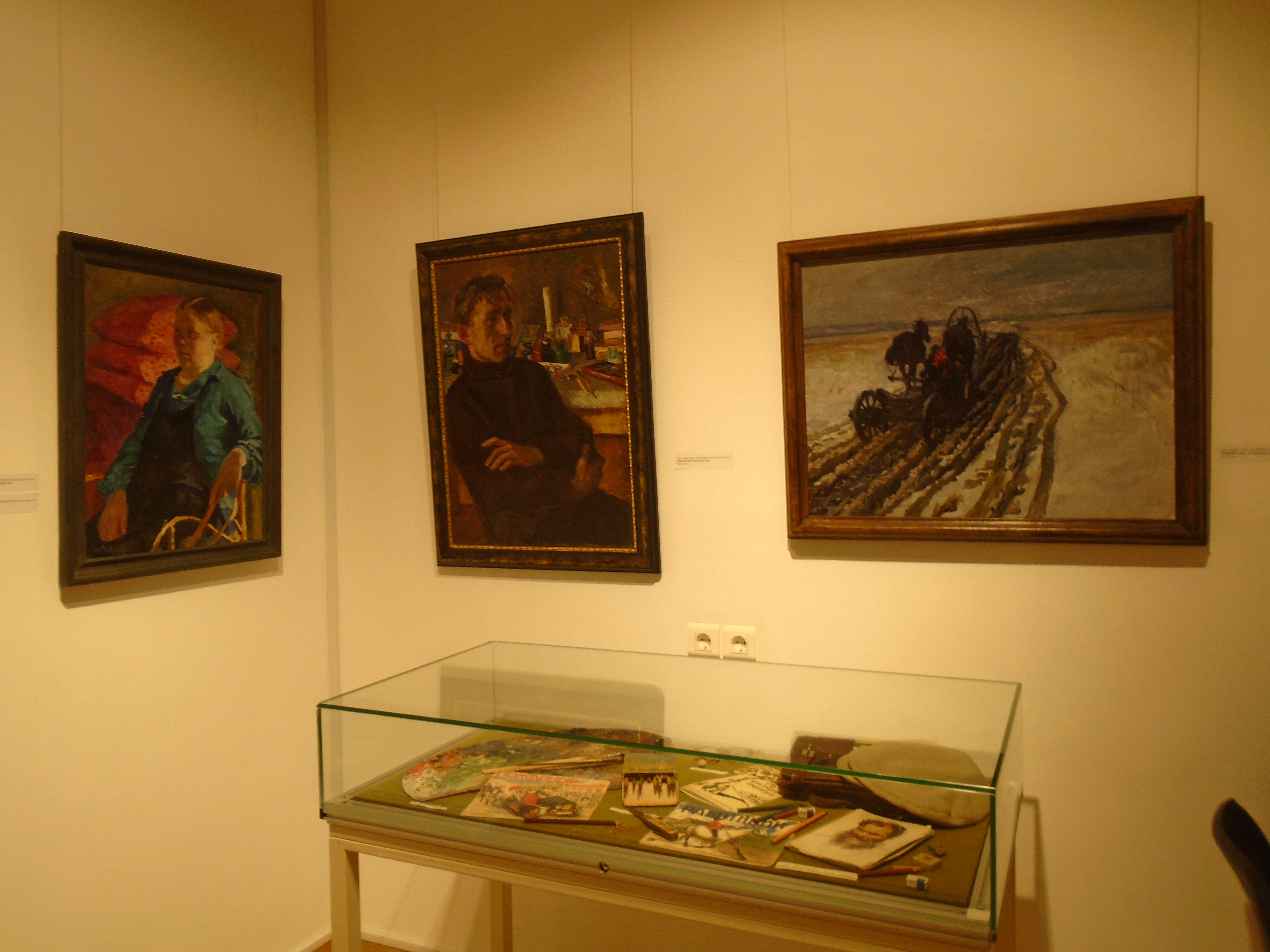